# Hydrolagus lusitanicus
Hydrolagus lusitanicus é uma espécie de peixe pertencente à família Chimaeridae.
A autoridade científica da espécie é Moura, Figueiredo, Bordalo-Machado, Almeida & Gordo, tendo sido descrita no ano de 2005.

## Portugal
Encontra-se presente em Portugal, onde é uma espécie endémica.

## Descrição
Trata-se de uma espécie marinha. Atinge os 117,7 cm nos indivíduos do sexo feminino.